# Styrax paralleloneurum
Styrax paralleloneurum är en storaxväxtart som beskrevs av Janet Russell Perkins. Styrax paralleloneurum ingår i släktet Styrax och familjen storaxväxter. Inga underarter finns listade i Catalogue of Life.